# Pasmo Lawers
Pasmo Lawers - pasmo w Grampianach Centralnych, w Szkocji. Pasmo to graniczy ze Wzgórzami Glen Lochay na zachodzie, z Glen Lyon na północy, Grupą Loch Earn na wschodzie, południowym wschodzie i południu. Najwyższym szczytem jest Ben Lawers, który osiąga wysokość 1214 m.
Najważniejsze szczyty:
- Ben Lawers (1214 m),
- An Stuc (1118 m),
- Meall Garbh (1118 m),
- Beinn Ghlas (1103 m),
- Meall Corranaich (1069 m),
- Meall nan Tarmachan (1043 m).